# Homem de Tuqan
O Homem de Tuqan consiste em restos humanos encontrados na Ilha de San Miguel, na costa da Califórnia, em 2005. O crânio e os ossos de um homem enterrado entre 9.800 e 10.200 anos atrás foram expostos pela erosão da praia nas ilhas do Canal da Mancha. Os restos mortais foram encontrados e preservados em 2005 por arqueólogos da Universidade de Oregon. Os restos mortais foram datados por meio de datação por radiocarbono e avaliação de artefatos que foram enterrados intencionalmente com ele. A análise dos ossos indicou que ele estava na casa dos quarenta quando morreu e havia passado algum tempo a uma distância a leste do que hoje é a região costeira de Santa Bárbara. Não foi possível extrair o DNA do Homem de Tuqan, embora técnicas e métodos de teste cada vez melhores se tornassem disponíveis e fossem utilizados ao longo dos 12 anos que se passaram após sua descoberta original. O retorno dos restos mortais à ilha foi adiado pela resolução das questões de identificação e propriedade tribal contingentes à resolução do caso do Homem Kennewick do Estado de Washington, que criou precedentes. De acordo com os procedimentos previstos na Lei de Proteção e Repatriação de Túmulos dos Nativos Americanos (NAGPRA), em maio de 2018, eles foram devolvidos à tribo Chumash, para serem enterrados novamente na ilha. O povo Chumash há muito ocupava a ilha antes da chegada dos primeiros exploradores europeus, e a descoberta recebeu o nome do lugar da ilha na língua Chumash.
Pesquisas arqueológicas mostraram que a Ilha de San Miguel foi colonizada pela primeira vez por humanos há pelo menos 12.000 anos, quando San Miguel ainda fazia parte da maior Ilha de Santarosae que conectava as Ilhas do Canal do Norte, quando o nível do mar estava mais baixo perto do final do último período glacial. Como as Ilhas do Canal do Norte não foram conectadas ao continente adjacente na história geológica recente, os Paleoíndios que primeiro colonizaram a ilha claramente tinham barcos e outras tecnologias marítimas. San Miguel foi ocupada pelos ancestrais do povo Chumash por muitos milênios. Eles desenvolveram uma cultura marítima rica e complexa baseada na pesca, caça e coleta oceânicas. Eles chamaram a ilha de Tuquan na língua Chumash. Por muitos séculos, eles construíram e usaram canoas sofisticadas, chamadas de tomóis, feitas de pranchas costuradas calafetadas com betume. Nos tomóis, eles pescavam e caçavam nas águas das ilhas e participavam do comércio ativo com seus vizinhos nas outras ilhas e no continente. Uma população remanescente de uma espécie anã descendente de mamutes colombianos foi extinta por talvez três milênios antes da morte do Homem Tuqan, mas existia nas Ilhas do Canal quando foram visitadas pela primeira vez pelos Paleoíndios.